# Остославский, Иван Васильевич
Иван Васильевич Остосла́вский (14 [27] февраля 1904, Мариуполь, Екатеринославская губерния — 3 января 1972, Москва) — советский учёный в области аэродинамики. Доктор технических наук (1942). Заслуженный деятель науки и техники РСФСР (1943). Лауреат трёх Сталинских премий (1943, 1949, 1952).

## Биография
Родился 14 (27) февраля 1904 года в Мариуполе. Происходил из дворянского рода Остославских. Отец — Василий Иванович, окончивший отделение математических наук физико-математический факультет Новороссийского университета, преподавал математику в гимназии; мать — Валентина Епифановна (урождённая Иващенко), преподавала русский язык и литературу.
В 1929 году Иван Остославский окончил физико-математический факультет МГУ.
С 1928 по 1956 работал в авиационной промышленности. В 1932—1945 годах сотрудник ЦАГИ.
В годы Великой Отечественной войны под его руководством в аэродинамических трубах ЦАГИ проводились работы по исследованию возможности увеличения скорости боевых самолётов.
- зам. начальника ЦАГИ (1942—1945)
- зам. начальника ЛИИ (1945—1956)
- С 1944 года преподавал в МАИ
- В 1944—1949 — зав. кафедрой «Аэродинамика»
- В 1949—1958 — профессор этой кафедры
- В 1958—1972, после разделения кафедры — зав. кафедрой «Динамика полёта и управление»

Подготовил 25 кандидатов и 7 докторов наук.
Умер 3 января 1972 года. Похоронен в Москве на Головинском кладбище.

## Награды и память
- Орден Ленина (11.7.1943)
- Орден Отечественной войны I степени (16.9.1945)
- четыре ордена Трудового Красного Знамени (16.9.1945; 6.12.1949; 12.7.1957; 20.7.1971)
- Орден «Знак Почёта» (15.9.1961)
- Заслуженный деятель науки и техники РСФСР (27.3.1943)
- Сталинская премия третьей степени (1943) — за разработку и внедрение в практику методов повышения скорости самолётов путём улучшения аэродинамических качеств
- Сталинская премия третьей степени (1949) — за создание нового метода аэродинамических исследований
- Сталинская премия третьей степени (1952) — за учебное пособие «Продольная устойчивость и управляемость самолёта» (1951)
- Мемориальная доска установлена на корпусе № 4 МАИ, кроме того именем И. В. Остославского названа аудитория в этом корпусе